# 그날 본 꽃의 이름을 우리는 아직 모른다
《그날 본 꽃의 이름을 우리는 아직 모른다》(일본어: あの日見た花の名前を僕達はまだ知らない。 아노 히 미타 하나 노 나마에 오 보쿠타치 와 마다 시라나이[*])는 A-1 Pictures에서 제작한 일본의 텔레비전 애니메이션이다. 2011년 4월부터 6월 말까지 후지 텔레비전·노이타미나 계에서 방영되었으며, 대한민국에서는 애니플러스가 일본어 음성에 한국어 자막을 덧씌운 채로 방영했다. 애니메이션 극장판의 경우 일본에서 2013년 8월 31일에 개봉했다. 오카다 마리가 쓴 소설화는 미디어펙토리의 다빈치 메거진에서 2011년 3월에서 6월까지 연재되었다. 만화화는 이즈미 미츠가 그렸는데 슈에이샤의 점프 스퀘어 지에서 2012년 5월호에서 연재를 시작했다. 플레이스테이션 포터블을 위한 비주얼노벨은 2012년 8월에 발매되었다. 약칭은 《아노하나》.

## 개요
애니플렉스, 후지 텔레비전, A-1 Pictures가 맡은 완전 오리지널 애니메이션 기획 〈ANOHANA PROJECT〉로 2010년 12월에 개시했다. 감독은 나가이 타츠유키, 각본은 오카다 마리, 캐릭터 디자인은 타나카 마사요시가 맡았으며, 2008년 방영된 텔레비전 애니메이션 《토라도라!》를 맡은 스태프들이 모였다.
극장판 애니메이션으로 일본에서 2013년 8월 31일 개봉했고, 대한민국에서는 2014년 2월 20일 개봉했다. 일본에서는 2015년 완전신작 극장판 오리지널 애니메이션 개봉을 앞두고 있다.
또한, 2011년 2월 5일 발매된 월간 《다 빈치》 3월호부터 7월호까지 오카다 마리가 새로 쓴 소설 작품이 연재되었다.

## 줄거리
어릴 적에는 사이가 좋았던 야도미 진타, 혼마 메이코(멘마), 안죠 나루코, 마츠유키 아츠무, 츠루미 치리코, 히사카와 테츠도 등 6명의 소꿉친구들은 이전에는 서로를 별명으로 부르며 초평화 버스터즈라고 하는 이름의 그룹을 결성하고 비밀 기지에 모여서 노는 사이였다. 그러나 갑작스런 메이코의 죽음을 계기로 그들의 사이에는 거리가 생겨나, 각각 메이코에 대한 후회나 미련이나 빚을 안게 되고, 고교 진학 후의 현재는 소원한 관계가 되어 있었다.
고교 수험에 실패해 히키코모리 생활을 보내고 있던 진타에게 어느 날, 죽었을 터인 메이코가 나타나 그녀로부터 소원을 이루어 달라는 부탁받는다. 메이코의 모습은 진타 이외의 인간에게는 보이지 않고, 처음엔 이것을 환각이라고 생각하던 진타였지만, 그 존재를 무시하지 못하고 곤혹스러워 하면서도 메이코의 소원을 찾아 가게 된다. 그것을 계기로 각각 다른 생활을 보내고 있던 6명은 다시 모이기 시작한다.

## 등장인물

### 초평화 버스터즈
- 별명은 공식 사이트의 캐릭터 소개 페이지 에 소개된 것을 표기하였다.

야도미 진타(宿海 仁太)
별명 - 진땅(じんたん 진탄[*])
성우 - 이리노 미유 / 타무라 무츠미(유년기) / 강성우 / 강새봄 (유년기)
남자주인공이다. 치치부시립 미도리가오카 제3 중학교를 졸업했다. 어릴적에는 같이 놀던 친구들 사이(초평화 버스터즈)에서 리더격의 존재였지만, 어느 날 자신이 메이코에게 부끄러운 마음을 감추려고 마음에도 없는 말을 하며 도망친 날 메이코가 불의의 사고로 죽으며, 마음 속 깊이 상처가 새겨진다. 그 후, 더욱이 어머니인 토코의 죽음과 고등학교 수험의 실패까지 겹치며, 지역 내에서도 낮은 수준인 시립 미도리가오카 고등학교로 진학하게 된다. 학교에서는 수험에 실패한 트라우마가 있어서 그런지 자신이 주위와 벽을 쌓았으며, 학교에 나가지 않으며 히키코모리 생활을 한다.
히키코모리 생활을 시작한 후에는 사람이 붐비는 곳이나 불특정다수의 사람과 어울리는 것이 서툴게 된다. 외출을 할때는 니트로 된 모자와 검은테로 된 안경을 쓰며, 그로 인해 아는 사람을 만나도 못알아보는 경우가 있었다. 하지만, 메이코의 소원을 들어줘서 성불시키기 위한 행동을 하는 사이에 히키코모리에서 벗어난다.
히키코모리가 되었어도 친구가 위험할 때 방치하지 않는 성품은 지금까지도 전혀 변하지 않았으며, 나루코가 주위로부터 있지도 않은 오해를 받고 있을 때는 몸을 바쳐 감싸거나, 메이코를 성불시키기 위해서 여러개의 아르바이트를 하는 등 무리를 한다.
이야기의 초기에는 자신에게 밖에 보이지 않는 메이코에 대해서 환상이라고 자신을 타이르며 일부러 쌀쌀한 태도를 보였지만, 얼마 지나지 않아 그 존재를 인정한다. 또, 이야기에서는 비교적 이른 시기에 초평화 버스터즈의 멤버에게 메이코에 대해서 털어놓으며 함께 메이코의 소원을 이루어주기 위해 행동했지만, 메이코가 보인다는 증거가 없었기 때문에 멤버들은 이야기의 종반까지 메이코에 대해서 믿지 않았으며, 특히, 아츠무와는 사사건건 충돌이 생긴다.
메이코와 함께 사는 사이에 계속 같이 살고 싶다는 생각을 하게 되지만, 환생에 의한 재회를 믿는 메이코의 의사를 존중한다. 결국, 마지막에는 초평화 버스터즈의 멤버들과 함께 메이코를 성불시킨다. 그 후에는 다시 학교에 다니기 시작한다.
아츠무에 의하면 어렸을 때는 머리도 좋고 운동도 잘하는 소년으로, 진타의 집의 거실에는 중학교 마라톤 대회와 경필전의 상장 등이 걸려있었다고 한다. 그 외, 지금까지도 사물에 대한 이해가 빠르며, 요령도 좋다. 주로 사용하는 팔은 왼팔이다. 항상 다른 글씨가 있는 T셔츠를 착용하고 있다.
4월 16일에 태어났으며, 혈액형은 B, 좋아하는 색은 빨강이다. 신장은 165cm, 체중은 55kg이다. 왼손잡이다.
혼마 메이코(本間 芽衣子)
별명 - 멘마(めんま)
성우 - 카야노 아이 / 김연우
메인 히로인이다. 러시아인 어머니인 이레누의 피를 이어받은 혼혈로 은발의 머리카락에 푸른 눈, 하얀 피부를 가지고 있으며, 그때문에 무상한 느낌을 준다. 천진난만한 성격으로, 초평화 버스터즈의 마스코트적 존재였다. 어린 시절 여름의 어느 날에 강으로 굴러 떨어져서 사망하며, 그 사건으로 인해 초평화 버스터즈의 멤버를에게 상처를 안겨주게 된다.
진타가 고등학교로 진학한 해의 여름에 영적인 존재로서 갑자기 성장한 모습으로 진타 앞에 나타난다. 진타 이외의 사람에게는 보이지 않으며, 목소리도 들리지 않지만, 다소의 물리적 간섭력을 가지고 있으며, 진타와는 살아있는 사람과 다른게 없을 정도로 접하는 것이 가능하다. 얼굴이나 몸은 성장했지만, 기억은 죽는 순간까지이기 때문에, 초평화 버스터즈의 멤버들과 비교해서 언동이 어린아이같은 모습이 있다. 어째선지 비밀기지 밖에서는 글자를 쓸 수 없으며, 초평화 버스터즈의 친구들에게 메이코의 존재가 밝혀진 후에는 이레누에게 받은 메이코의 일기장으로 이야기를 나누게 된다.
소원이 있어서 나타났지만, 메이코는 자신의 소원에 대해서 기억하지 못하고 있으며, 그로인해 진타는 그 소원을 이루어주기 위해서 여러가지의 시행착오를 겪는다. 또, 소원을 이루어주기 위해 초평화 버스터즈의 멤버가 다시 교류하게 된다.
최종화에서 메이코의 소원이 밝혀지는데, 그건 울지 않으려고 했던 진타를 걱정한 진타의 어머니인 토코와 약속했던 진타를 울리는 것이었다.
약속을 다하고, 메이코 자신의 소원이었던 초평화 버스터즈의 멤버들간의 응어리가 풀려가면서, 메이코는 서서히 존재가 희미해지고, 약해지며, 목소리는 들리지만 진타의 눈에도 보이지 않게 된다. 결국, 마지막 힘을 짜내서 멤버 한명한명에게 편지를 써서 자신의 마음을 전하더니, 자신의 모습이 초평화 버스터즈의 멤버 전원에게 보이게 되며, 숨바꼭질에서 발견되었다는 형태로 멤버들에게 배웅받으며 성불한다.
9월 18일에 태어났으며, 혈액형은 A형이다. 좋아하는 색은 하얀색이다. 신장은 147cm이며, 체중은 36kg이다.
안죠 나루코(安城 鳴子 안조 나루코[*])
별명 - 아나루(あなる)
성우 - 토마츠 하루카 / 김가령
진타와 같은 미도리가오카고등학교에 다니고 있다. 고등학교에 진학한 후, 겉모습은 화려하게 가꾸지만, 어렸을 때와 같이 게임을 좋아하며, 게임숍에서 아르바이트를 하고 있다. 그리고 남성에 대한 면역이 없다.
어렸을 때는 안경과 곱슬머리 때문에 메이코와 정반대였던 자신에게 콤플렉스를 가지고 있었으며, 그때문에 메이코에게는 좋아한다는 마음과 싫어한다는 마음을 반반씩 가지고 있었다. 자신이 그러한 말을 한것 때문에 메이코가 죽었다고 생각하며 후회하고 있다. 어렸을 때는 아나루(원어로는 'アナル'로, 영어로는 anal과 발음이 같다. 영어로 '항문의'라는 뜻의 형용사다)라는 낱말의 뜻을 몰랐기 때문에 괜찮았지만, 현재는 그때의 별명을 부끄러워하며, 별명으로 불리면 당황하며 부정한다.
메이코가 사고로 죽은 이후로는 진타와 관계가 엷어졌지만, 어렸을 때부터 계속 진타를 좋아하고 있다(진타와 같은 고등학교에 들어간 것을 알고 기뻐했다는 것도 털어놓는다). 이야기의 초반에는 진타를 성으로 부르며 거리를 두었지만, 초평화 버스터즈가 모인 후, 진타와의 거리가 가까워지며 다시 진땅이라는 별명으로 부른다. 아르바이트를 하던 중에 진타에게 자신의 마음을 밝히지만, 받아들여지지 않았다. 그래도 진타를 계속 좋아하고 있다.
주로 사용하는 손은 오른손이다(일부 왼손잡이라는 설이 있지만, 오른손잡이다).
별자리는 염소자리이며, 혈액형은 A형이다. 신장은 164cm이다.
마츠유키 아츠무(松雪 集 마쓰유키 아쓰무[*])
별명 - 유키아츠(ゆきあつ 유키아쓰[*])
성우 - 사쿠라이 타카히로 / 세토 아사미(유년기) / 민승우 / 문남숙 (유년기)
진타의 친구로 고교생이 되면서는 진타와 다른 학교에 다니고 있는 소년. 명석한 두뇌와 좋은 집안에서 자라왔으며 대학 진학을 목표로 하고 있고 진타와는 미묘한 대립관계에 있기도 하다. 한때 멘마를 그리워하는 마음에 멘마로 위장하여 친구들을 당혹하게 하는 이상한 짓도 하였지만 전체적으로는 완벽한 성격의 소년이다.
츠루미 치리코(鶴見 知利子 쓰루미 지리코[*])
별명 - 츠루코(つるこ 쓰루코[*])
성우 - 하야미 사오리 / 이지현
유키아츠와 같은 고교에 다니는 소녀로 한때 진타의 초평화 버스타즈를 통해 리드를 받았던 적도 있었지만 이후로는 유키아츠와 원활한 관계를 맺어가고 있다. 어른스럽고도 이지적인 성격의 소녀로 독서와 공부에 명석한 성격을 가진 소녀이기도 하다.
히사카와 테츠도(久川 鉄道 히사카와 데쓰도[*])
별명 - 폿포(ぽっぽ)
성우 - 콘도 타카유키 / 토요사키 아키(유년기) / 김정훈 / 이은조 (유년기)
진타의 친구로 어렸을 때는 조그만 체구를 가졌으나 청소년으로 성장하면서는 커다란 체구를 가진 소년으로 진타와는 드물게 고교생 때까지도 원활한 관계를 맺고 있다. 아르바이트를 함과 동시에 세계 각지를 여행하는 취미를 가졌다.

### 기타 등장인물
야도미 아츠시(宿海 篤 야도미 아쓰시[*])
성우 - 오카다 미츠루 / 박성영
진타의 아버지이다. 집에서 히키코모리와 같은 생활을 하는 진타를 상냥한 태도로 대해주고 있다. 아들을 포함해서 귀여운 것을 보면 「귀여워~」라고하는 습관이 있으며, 진타에게도 그런말을 한다. 항상 벗겨진 머리를 감추는 모자를 쓰고있다. 히키코모리와 같은 행동을 하는 아들을 혼내지 않는 등, 어찌보면 방임주의와 같이 보일수도 있지만, 진타의 생활에 대해서는 꽤나 정확히 파악하고 있다. 죽은 아내의 불단에서는 진타의 주위에 관한 것들을 자주 보고한다. 작중에서는 직업에 대해서 자세하게 나오지 않지만, 뒷설정에서는 고고학에 관련된 일에 종사하는 대학직원으로 되어있다.
야도미 토코(宿海 塔子 야도미 도코[*])
성우 - 오오하라 사야카
진타의 어머니로 오래전에 사망하여 고인(故人)이 된 인물이다. 건포도를 넣은 찐빵을 만드는게 특기이며, 자주 초평화 버스터즈의 멤버들에게 건포도가 들어간 찐빵을 만들어 주었다. 진타와 같은 왼손잡이이다. 생전에 자신이 투병생활을 시작한 이후로 어린 진타가 감정을 겉으로 드러내려 하지 않는 것을 걱정하고 있으며, 메이코가 그러한 고민을 듣던 중 받아들이는 형식으로 메이코에게 어떤 부탁을 하게 된다.
혼마 일레느(本間 イレーヌ 혼마 이레누[*])
성우 - 오오우라 후유카 / 문남숙
혼마 메이코의 어머니로 러시아 출신이며 일본인 남자와 결혼하여 지금의 멘마를 출산하였다. 먼저 세상을 떠난 딸에 대해 그리움을 보이기도 한다.
혼마 사토시(本間 聡志)
성우 - 미즈하라 카오루 / 이은조
메이코의 동생이다. 「사-군」이라고 불린다. 누나인 메이코가 죽은후, 메이코의 죽음을 아직까지 인정하지 못하는 이레누와 마주 대하지 않는 아버지 사이에서 자랐다. 그로인해 좋지 않은 태도의 안쪽에는 외로움이 숨겨져 있다. 그런 숨겨놓은 마음을 이레누와 마나부에게 털어놓으면서, 결과적으로 혼마가의 가족은 마음을 터놓게 된다.
혼마 마나부(本間 学)
성우 - 야스무라 마코토 / 정의한
메이코의 아버지. 원래는 메이코의 죽음을 외면하려고 했지만, 후에 가족과 함께 과거를 마주하며 앞으로 나아가려 한다.
하루나(春菜)
성우 - 마즈하라 카오루 / 강새봄
안죠 나루코의 친구
아키(亜紀)
성우 - 마키노 유이 / 이은조
안죠 나루코의 친구

## TV 애니메이션

### 제작진
- 원작 - 초평화 버스터즈
- 감독 - 나가이 타츠유키
- 각본 - 오카다 마리
- 캐릭터 디자인·총 작화감독 - 타나카 마사요시
- 소품 디자인 - 히야미즈 유키에
- 예술 감수 - 이시가키 츠토무
- 미술감독 - 후쿠시마 타카요시
- 색채 설계 - 나카지마 카즈코
- CG·촬영감독 - 나스 신지
- 편집 - 니시야마 시게루
- 음악 - REMEDIOS
- 음향감독 - 아케타가와 진
- 애니메이션 프로듀서 - 이와타 미키히로
- 치프 프로듀서 - 시미즈 히로유키, 야마모토 코지
- 프로듀서 - 사이토 슌스케, 오자키 노리코
- 애니메이션 제작 - A-1 Pictures
- 제작 - 《아노하나》 제작위원회 (애니플렉스, 후지 TV, 덴츠)

### 주제가
오프닝 테마 〈青い栞〉 (푸른 서표) 제1화~제11화
작사·작곡 - 오자키 유키 / 편곡 - Galileo Galilei
노래 - Galileo Galilei
최종화에서는 엔딩 테마로 사용되었다.
엔딩 테마 〈secret base 〜君がくれたもの〜〉(secret base ~네가 준 것~) (10 years after Ver.)제1화~제10화
작사·작곡 - 마치다 노리히코 / 편곡 - 토쿠 Sound Produced by estlabo
노래 - 혼마 메이코(성우 - 카야노 아이), 안죠 나루코(성우 - 토마츠 하루카), 츠루미 치리코(성우 - 하야미 사오리)
최종화에서는 삽입곡으로 사용되었다.
삽입곡 (최종화)
"I Left You"
원곡 - REMEDIOS / 편곡 - Kazuhito Fujiki
삽입화수 - 최종화
스페셜 OA판 오프닝 테마 〈서클 게임〉 제1화~제10화
작사 - 오자키 유키 / 작곡 - Galileo Galilei / 편곡 - Galileo Galilei, POP ETC
노래 - Galileo Galilei

### 방영 목록
| 화수   | 부제 (원제/풀이)                               | 각본        | 그림 콘티         | 연출              | 작화감독                                                |
| ------ | ---------------------------------------------- | ----------- | ----------------- | ----------------- | ------------------------------------------------------- |
| 제1화  | 超平和バスターズ (초평화 버스터즈)             | 오카다 마리 | 나가이 타츠유키   | 나가이 타츠유키   | 타나카 마사요시                                         |
| 제2화  | ゆうしゃめんま (용사 멘마)                     | 오카다 마리 | 시노하라 토시야   | 무로이 후미에     | 오쿠다 케이코                                           |
| 제3화  | めんまを探そうの会 (멘마를 찾는 모임)          | 오카다 마리 | 모리타 히로유키   | 요시무라 아이     | 아라키 미오 / 오가타 미에코                             |
| 제4화  | 白の、リボンのワンピース (하얀, 리본의 원피스) | 오카다 마리 | 이마이즈미 켄이치 | 이마이즈미 켄이치 | 미치시타 코타 / 오카자키 히로미                         |
| 제5화  | トンネル (터널)                                | 오카다 마리 | 타나카 타카유키   | 타나카 타카유키   | 나카무라 나오토                                         |
| 제6화  | わすれてわすれないで (잊고도 잊지 마)          | 오카다 마리 | 코지마 마사유키   | 하라다 타카히로   | 모토무라 코이치                                         |
| 제7화  | ほんとのお願い (진짜 소원이란)                 | 오카다 마리 | 이토 토모히코     | 이토 토모히코     | 야마자키 히데키                                         |
| 제8화  | I wonder                                       | 오카다 마리 | 요시무라 아이     | 요시무라 아이     | 아라키 미오 / 이구치 마리코 오가타 히로미 / 사이토 미카 |
| 제9화  | みんなとめんま (모두와 멘마)                   | 오카다 마리 | 이토 토모히코     | 이마이즈미 켄이치 | 오카자키 히로미 / 미치시타 코타 야마모토 아츠시         |
| 제10화 | 花火 (불꽃)                                    | 오카다 마리 | 시노하라 토시야   | 시노하라 토시야   | 사카자키 타다시 / 오쿠다 케이코                         |
| 최종화 | あの夏に咲く花 (그 여름에 피었던 꽃)           | 오카다 마리 | 나가이 타츠유키   | 나가이 타츠유키   | 타나카 마사요시                                         |

### Blu-ray & DVD
Blu-ray, DVD 같은 날짜에 발매 예정
| 제목                                         | 발매 일                   |
| -------------------------------------------- | ------------------------- |
| 《그날 본 꽃의 이름을 우리는 아직 모른다 1》 | 2011년 6월 29일 수 (발매) |
| 《그날 본 꽃의 이름을 우리는 아직 모른다 2》 | 2011년 7월 27일 수 (발매) |
| 《그날 본 꽃의 이름을 우리는 아직 모른다 3》 | 2011년 8월 24일 수 (발매) |
| 《그날 본 꽃의 이름을 우리는 아직 모른다 4》 | 2011년 9월 21일 수 (발매) |

## 극장판
일본에서 2013년 8월 31일 개봉되었고, 대한민국에서는 2014년 2월 20일 개봉했다. 캐치프레이즈는 "앞을 향하면 꼭 만날 거야". 해당 작품은 당초 텔레비전 애니메이션 시리즈의 총 편집판으로 기획되었지만, 간단한 재 편집 판이 되는 것을 기피한 제작진에 의해 텔레비전 애니메이션의 뒷이야기와 텔레비전 시리즈에서는 그려지지 않았던 과거의 에피소드가 추가되었다. 일본 전국 64개 스크린에서 개봉되어 2013년 8월 31일과 9월 1일의 이틀간의 흥행 수입은 1억 9,817만 7,700엔을 기록하였고, 관객 16만 1,225명을 동원하여 영화 관객 동원 랭킹(흥행 통신사 조사)에서 3위를 차지했다. 또한, 피아 첫날 만족도 랭킹에서는 1위를 차지했으며, 한 스크린 당 흥행 수입은 309만 6,527엔으로 같은 시기 개봉 중이었던 작품 중 최고 성적을 기록하였다. 그 후에도 데이트 무비로 자리매김하는 등 20대부터 40대를 중심으로 폭 넓은 연령층에 인기를 얻어, 누적 상영관 수도 처음 개봉 당시의 약 2배가되는 전국 122개 스크린까지 확대되었다. 개봉 55일째인 2013년 10월 25일에는 심야 애니메이션 영화로는 극장판 《케이온!》에 이어 흥행 수입 10억 엔을 돌파하며 롱런 히트를 하였다.

## 인터넷 라디오

### 그날 들은 라디오의 이름을 우리는 아직 모른다
2011년 4월 15일부터 2012년 8월 6일까지 애니메이션 공식 사이트에서 방송하였다. 지역 간 방송 일시의 차이에 의한 스포일러를 방지하기 위해 오프닝이 다른 버전들을 각각 따로 스트리밍했다. 갱신 시간은 매주 목요일 26시.
- 진행자 : 카야노 아이 (혼마 메이코 역)

## 소설
텔레비전 애니메이션 각본을 담당한 오카다 마리가 소설화하였다. 《다 빈치》 미디어 팩토리에서 2011년 3월호부터 7월호까지 연재되었다. 그후 MF 문고 《다 빈치》에서 상, 하 2권으로 나누어, 상권은 2011년 7월에 하권은 2012년 8월에 발행되었다. 문장 일부는 노이타미나 공식사이트에서도 게재중이다.

## 만화
이즈미 미츠가 만화로 그렸고, 《점프스퀘어》에서 2012년 5월호부터 2013년 5월호까지 연재되었다. 원작 애니메이션 본편을 거의 충실히 그리고있다.

### 단행본
- 초평화 버스터즈(원작), 이즈미 미츠(그림)《그날 본 꽃의 이름을 우리는 아직 모른다》슈에이샤 점프코믹, 전3권

1. 2012년 9월 9일 제1판 인쇄발행(9월 4일 발간)
2. 2012년 12월 9일 제1판 인쇄발행(12월 4일 발간)
3. 2013년 5월 2일 제1판 인쇄발행(5월 2일 발간)

## 방송국
| 방송국               | 방송 기간                  | 방송 일시           |
| -------------------- | -------------------------- | ------------------- |
| 후지 TV (노이타미나) | 2011년 4월 14일 ~ 6월 23일 | 매주 목요일 25:15~  |
| 간사이 TV            | 2011년 4월 19일 ~ 6월 28일 | 매주 화요일 26:28 ~ |
| 도카이 TV            | 2011년 4월 21일 ~ 6월 30일 | 매주 목요일 26:35 ~ |
| BS후지               | 2011년 5월 21일 ~ 7월 30일 | 매주 토요일 26:00 ~ |
| TV 구마모토          | 2011년 7월 11일부터        | 매주 월요일 26:00 ~ |
| 홋카이도 분카 방송   | 2011년 7월 17일부터        | 매주 일요일 25:45 ~ |